# Ludovico II Mattei
Ludovico Mattei, noto come Ludovico II o Ludovico il Giovane  per distinguerlo dall'omonimo nonno (Roma, 1515 circa – Roma, estate 1580), è stato un nobile e politico italiano.

## Biografia
Ludovico Mattei nacque a Roma da Pietro Antonio Mattei e Antonina Capodiferro, esponenti di due famiglie romane in rapida ascesa sociale ed economica originatesi dal ceto dei mercanti di campagna. Fratello minore di Vincenzo, Giacomo e Giovanni Battista, ricevette il nome di Ludovico in onore di suo nonno, morto poco tempo prima della sua nascita.
Nel 1541 sposò Lucrezia Capranica, dalla quale ebbe quattro figli: Muzio, Fabio, Olimpia e Drusilla. Tra i suoi fratelli fu l'unico ad avere figli maschi che raggiunsero l'età adulta, pertanto, benché Ludovico fosse figlio ultimogenito, fu la sua linea di discendenza a ereditare gli immobili e i possedimenti fondiari della famiglia.
Per tutti i suoi figli riuscì ad arrangiare matrimoni con importanti esponenti della nobiltà e della borghesia romana: Muzio fu accasato con Lucrezia di Pierantonio Bandini, ricco banchiere fiorentino trasferitosi a Roma; Fabio con Faustina di Vicino Orsini, signore di Bomarzo; Olimpia con il cugino Tiberio, figlio di Angelo Massimo e Attilia Mattei; Drusilla con Prospero della casata dei Caffarelli.
Sempre intorno agli inizi degli anni quaranta, Ludovico diede inizio, più o meno in contemporanea a quanto faceva il cugino Alessandro su via delle Botteghe Oscure, alla costruzione di un nuovo palazzo sul lato occidentale dell'Isola Mattei, affacciantesi sulle attuali via Paganica, piazza Paganica e piazza della Enciclopedia Italiana. L'edificio, che diverrà in seguito noto come Palazzo Mattei di Paganica, fu realizzato sotto la direzione di Nanni di Baccio Bigio, probabilmente su disegno del Vignola. L'opera fu progettata in modo da poter essere ulteriormente espansa in futuro.
Data la precoce morte del fratello maggiore Vincenzo, furono Ludovico e suo fratello Giacomo a occuparsi congiuntamente della gestione degli affari di famiglia. Giacomo inoltre, per non disperdere il patrimonio familiare, si assicurò che alla propria morte, avvenuta nel 1566, tutti i suoi beni (tra cui il palazzo che da lui prese il nome) passassero al fratello minore e al figlio primogenito di quest'ultimo, Muzio.
Come era usanza della sua famiglia, Ludovico rivestì inoltre diverse cariche nell'amministrazione capitolina: fu per quattro volte caporione di Sant'Angelo (negli anni 1540, 1549, 1555 e 1561, nelle ultime tre occasioni fu anche Priore dei caporioni) e per tre volte Conservatore di Roma (negli anni 1546, 1564 e 1574).
Ludovico Mattei morì a Roma nell'estate del 1580.